# Степанов, Илларион Петрович
Илларион Петрович Степанов (1923, Омская область — 02.05.1945) — командир отделения 1230-го стрелкового полка, сержант.

## Биография
Родился в 1923 году в деревне Большеникольск Муромцевского района Омской области. Работал в колхозе.
В июне 1942 года был призван в Красную Армию. После подготовки в запасном полку был направлен на фронт. Воевал стрелком, стал снайпером. К весне 1943 года имел на своем счету 37 убитых противников, награждён орденом Красной Звезды и медалью «За отвагу». После второго ранения и госпиталя был зачислен командиром отделения 1230-го стрелкового полка 370-й стрелковой дивизии.
11 марта 1944 года в районе деревни Лаухино младший сержант Степанов из снайперской винтовки уничтожил 2-х вражеских снайперов. На другой день, во время атаки, на броне танка одним из первых ворвался в деревню, увлекая за собой бойцов. Уничтожил ещё около десятка противников.
Приказом от 20 марта 1944 года младший сержант Степанов Илларион Петрович награждён орденом Славы 3-й степени.
В июле-августе 1944 года в боях на левом берегу реки Висла, в районе населенных пунктов Тщцянки и Гура-Пулавска, младший сержант Степанов из личного оружия подавил 2 огневые точки противника, уничтожил до 15 противников.
Приказом от 21 сентября 1944 года младший сержант Степанов Илларион Петрович награждён орденом Славы 2-й степени.
27 апреля 1945 года сержант Степанов во главе отделения первым ворвался в деревню Зельхов, уничтожил 6 вражеских автоматчиков. Затем из трофейных «фаустпатронов» подавил два пулеметных расчета. Во время штурма одного из домов был тяжело ранен пулеметной очередью. Скончался от ран 2 мая 1945 года. Похоронен в братской могиле в 20 км от города Фюрстенвальде.
Указом Президиума Верховного Совета СССР от 15 мая 1946 года за исключительное мужество, отвагу и бесстрашие в боях с вражескими захватчиками сержант Степанов Илларион Петрович награждён орденом Славы 1-й степени. Стал полным кавалером ордена Славы.
Награждён двумя орденами Красной Звезды, орденами Славы 3-х степеней, медалью «За отвагу».